# 남아프리카 공화국 럭비 유니언 국가대표팀
스프링복스(Springboks)는 남아프리카 공화국의 럭비 유니온 국가대표팀이다. 통산 6할 4푼대의 승률을 기록하며 남아프리카 공화국 럭비 유니온에서 관할한다.

## 성적
- 럭비 월드컵 - 우승 : 3회(1995, 2007, 2019)
- 트라이 내이션스 - 3회(1998, 2004, 2009)